# Dubbing Brothers
Dubbing Brothers è uno studio di doppiaggio con sede in Francia, a La Plaine Saint-Denis, con quattro succursali dislocate in Italia, Stati Uniti, Belgio e Germania ed una partnership in Spagna.

## Storia
Fondata nel 1989, ha come presidente Philippe Taïeb e si occupa della distribuzione in Europa di serie televisive, film e anime di produzione straniera.
Tra i clienti dello studio vi sono Cartoon Network, Warner Bros., Universal Studios, Dreamworks Animation e Disney.

## Filmografia parziale

### Cinema
- Cowboy Bebop - Il film
- Pokémon 2 - La forza di uno
- Porco Rosso
- Tekkonkinkreet - Soli contro tutti
- Transporter 3
- Resident Evil: Degeneration
- I fiumi di porpora
- Animatrix
- Kingsman: Secret Service
- Kingsman - Il cerchio d'oro

### Televisione
- VeggieTales
- Winx Club
- Phineas e Ferb
- Cougar Town
- Lazy Town
- Le Superchicche
- PPG Z - Superchicche alla riscossa
- Z-Girls
- Miraculous - Le storie di Ladybug e Chat Noir